# 바보 이야기

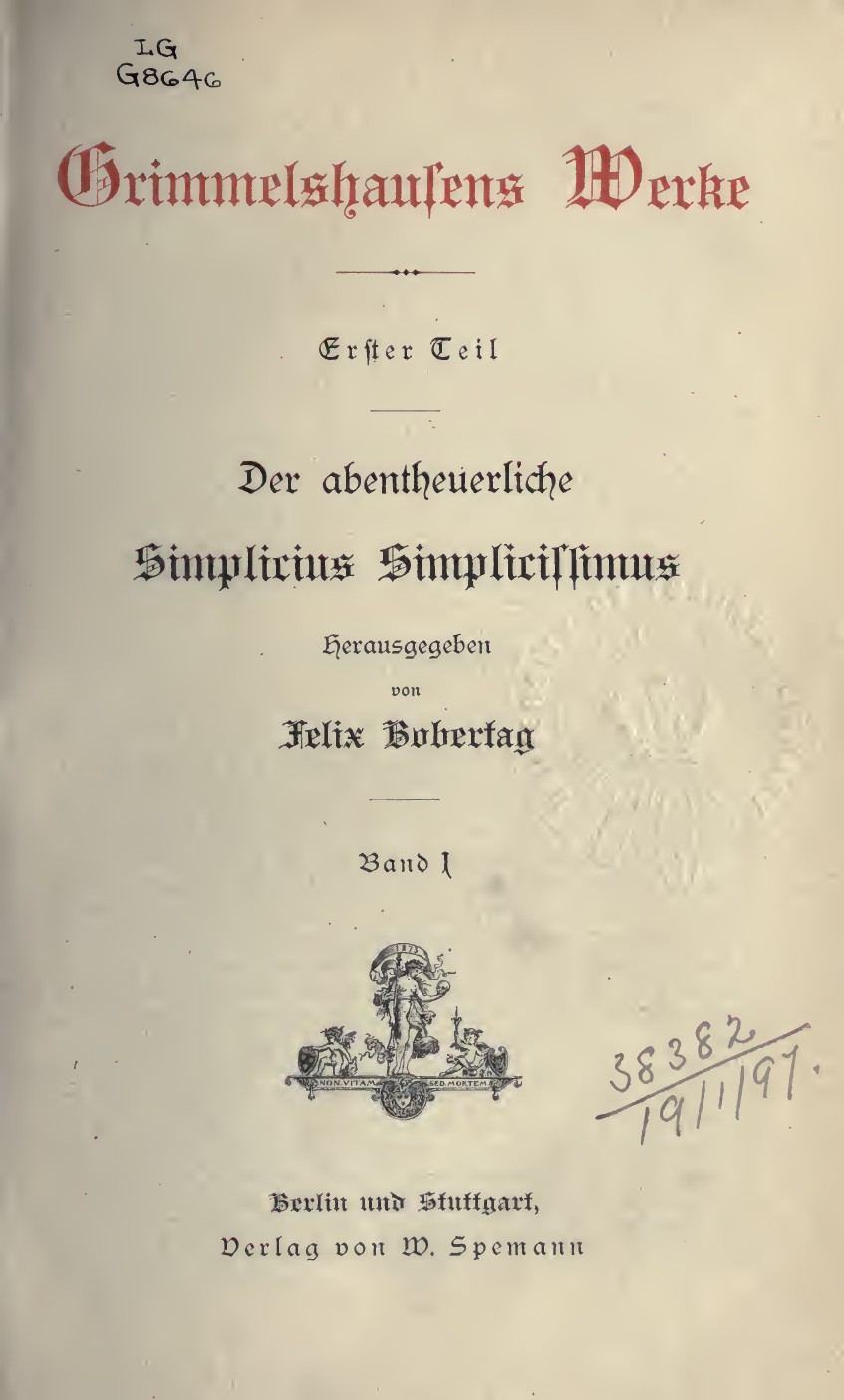
1882년 판

《바보 이야기》(독일어: Der abenteuerliche Simplicissimus Teutsch, 원제: <모험가 심플리치시무스>)는 한스 그리멜스하우젠의 소설이다. 1668년에 쓰였으나 기재된 날짜는 1669년이다.
피카레스크 소설형식으로 30년전쟁시대에 생존한 주인공의 모험적 인생을 묘사하고 있다. 대중소설, 연대기, 여행기, 천문, 지리지, 박물지(博物誌), 고전, 철학, 종교서 등 이 세기의 잡다한 문학소재가 그의 특유한 무상관(無常觀)과 풍자에 섞여 생명력이 넘치는 난세(亂世)의 소영웅(小英雄)을 ‘재미있고 유익하게’ 자전적으로 엮고 있다.

## 배경
≪모험가 짐플리치시무스≫는 30년 전쟁 당시 헤센 주의 슈페사르트 농가에서 살던 양치기 소년의 이야기다. 퇴각하는 군인들이 쳐들어와 집을 부수고 불태웠으며, 부모와 헤어진 소년은 혼자 숲으로 도망쳐 은둔자를 만났다. 은둔자는 자신의 이름조차도 모르는 소년을 거두어 단순한 아이라는 뜻을 가진 ‘짐플리치우스’라는 이름을 지어 주고 기독교 교리에 따른 도덕관과 읽고 쓰기를 가르쳐 주었다. 소년이 아버지처럼 생각했던 은둔자가 죽고 소년은 다시 군인들에게 끌려가 하나우의 군 사령관 람자이를 만났다. 은둔자의 매부인 사령관은 소년을 시동으로 삼았으나 단순하기에 끝없이 바보짓만 하는 이 소년을 어떻게 할 수 없어 송아지 가죽을 입은 바보 광대로 만들었다. 소년은 여기서 탈출했지만 다시 군 부대에 붙잡히는 등 위험하고도 반복적인 생활을 하는 가운데 황제 휘하 마그데부르크 부대의 장교 헤르츠브루더를 알게 되었고 같은 이름을 가진 그의 아들 헤르츠브루더와는 평생 친구가 된다. 소년은 계속 군인으로 근무하거나, 패잔병으로 쫓기다 다시 하급 군인으로 돌아가 탈영하고, 결혼하고, 사냥꾼과 도적도 되어 보고, 돈도 모으고, 여러 나라를 여행하는 등 모험을 동반한 다양한 인생살이를 경험한다.
우연히 헤르츠브루더와 다시 만나 행복했으나, 친구가 죽은 후 다시 경박한 생활을 하며 방황하다가 외국에서 유괴되기도 하였고, 한국과 일본까지 여행 갔다가 아프리카와 유럽을 거쳐 3년 뒤 독일로 돌아온다.
그가 잠시 정착하여 온천장을 경영할 때 뜻하지 않게 슈페사르트의 아버지를 다시 만났으나 정작 그의 친아버지는 바로 숲에서 그를 가르친 귀족 출신 은둔자였음을 알게 되었다. 방랑 생활과 여러 가지 모험적인 사건을 겪고 난 후 세상의 무상한 삶에 회의를 느낀 주인공은 자기 아버지처럼 은둔자가 되기로 결심한다.
주인공은 여러 가지 세속적인 삶을 살았으면서도 세상에 대해서는 회의적인 마음을 품는다. 소설의 시작부터 계급에 대한 풍자, 전쟁의 참상 그리고 전쟁 중 농부와 군인들의 첨예한 대립을 통한 부정적인 사회적 실상이 드러나고 있다. 소설이 진행되는 동안, 계급 풍자와 끝없는 자기 아이러니를 통한 시대 비판적 논의들이 종교적·도덕적 성찰과 더불어 주인공의 행동에서 나타나고 있다.
주인공 소년이 전쟁터를 전전하며 때로는 부도덕하게 배회하는 과정에서, 작가는 독일 민담에서 가져온 풍자소설과 스페인의 피카레스크소설에서 온 유희적인 이동 배경을 사용하고 있다. 